# جوناثان مارشال
جوناثان مارشال (بالإنجليزية: Jonathan Marshall)‏ هو محرر أمريكي، ولد في 20 يناير 1924، وتوفي في ديسمبر 2008.